# صلصال النمذجة

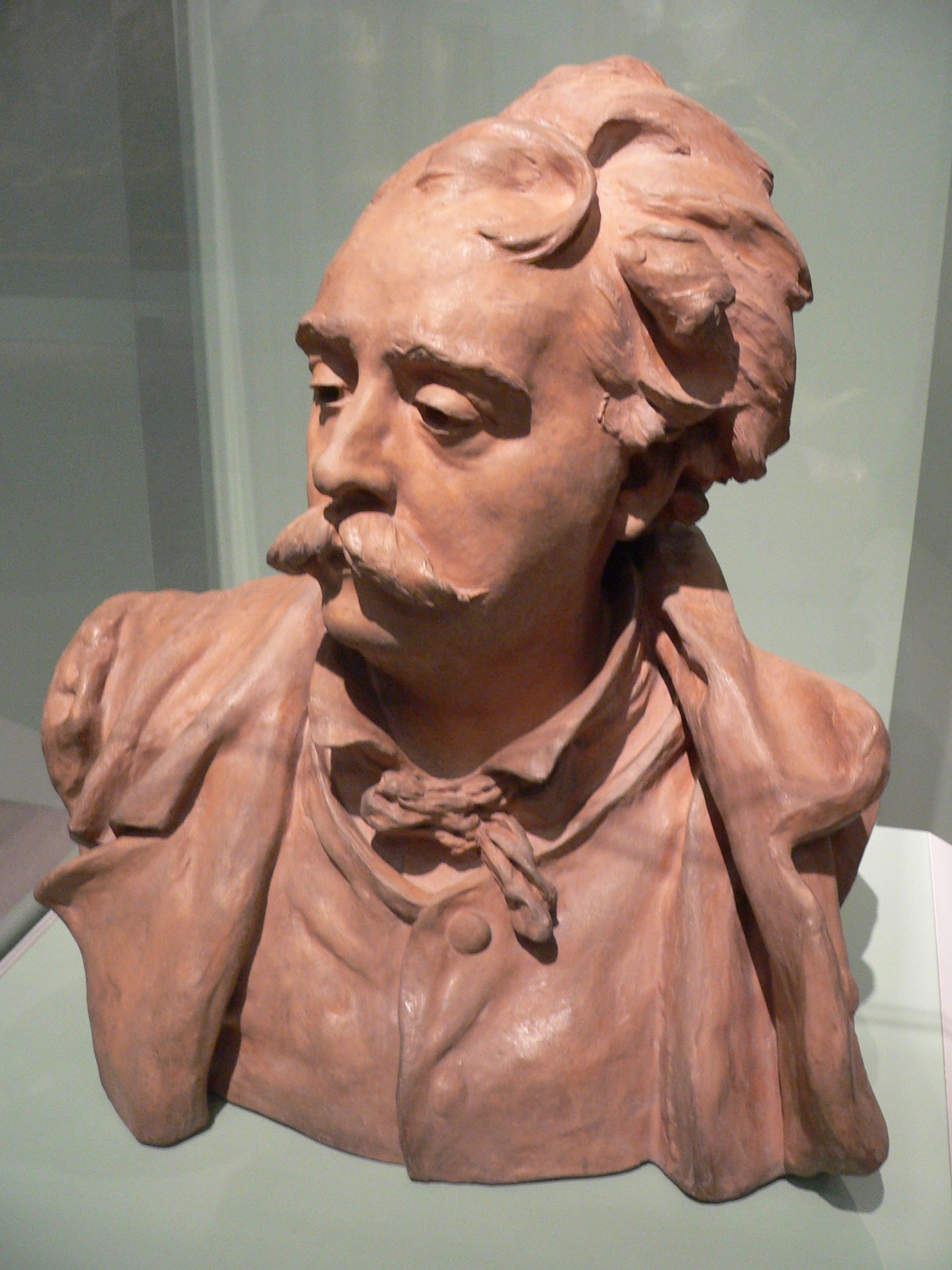
تمثال نصفي للنحات ألبرت-إرنست كارير-بيلوز ، بيد أوغست رودان (1882). الطين ، المصمم أصلاً من الطين.

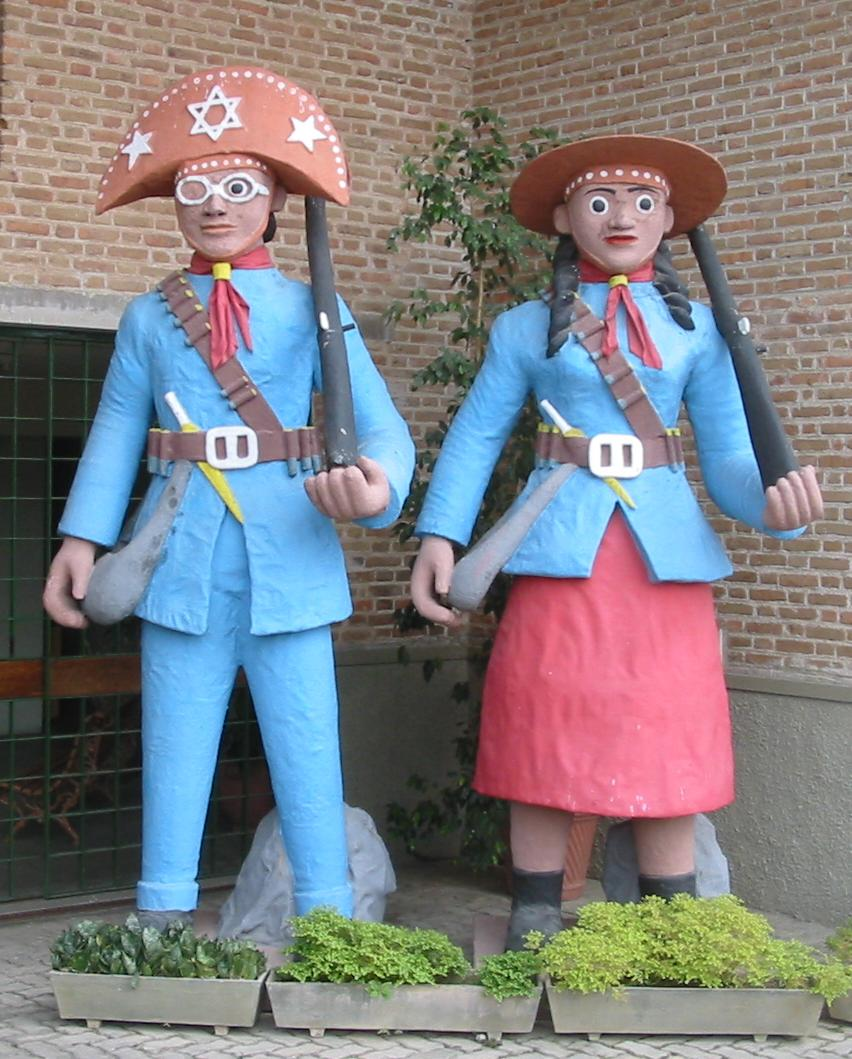
منحوتات عملاقة من الطين في كاروارو (البرازيل).

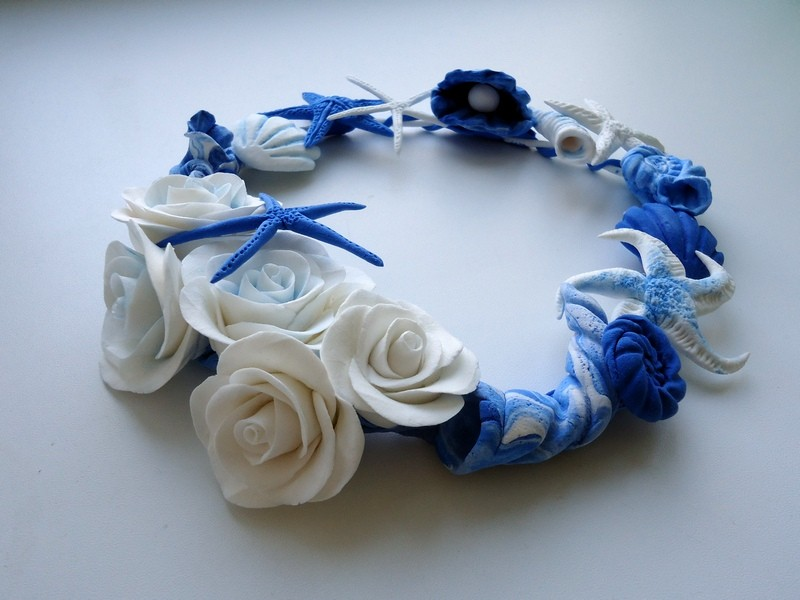
الورود والأصداف المصنوعة من ورق (DECO)

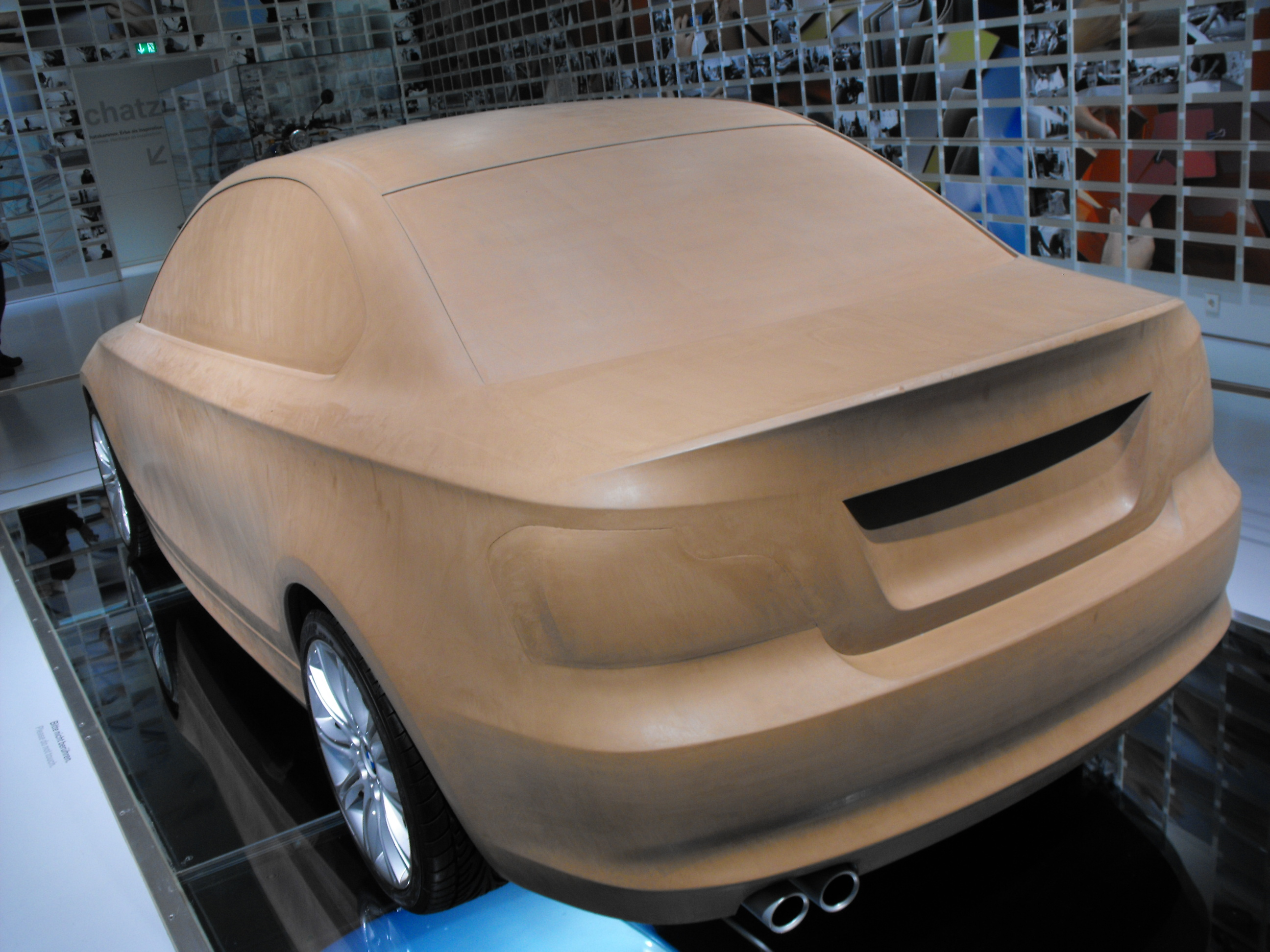
الطين الصناعي: نموذج طيني لسيارة BMW

صلصال النمذجة أو طين النمذجة هو أي مجموعة من المواد القابلة للطرق المستخدمة في البناء والنحت. لكن تختلف تركيبات المواد وعمليات الإنتاج كثيرًا. 

## طين الخزفي
الطين الخزفي أو طين السراميك عبارة عن مواد مائية مصنوعة من معادن الطين و مواد خامة أخرى.  تُطبخ في درجات حرارة عالية في عملية تعرف باسم الحرق لصنع السيراميك ، مثل الطين ، و الأواني الفخارية ، والأواني الحجرية ، والخزف . عجين الورق الذي ينتجه مصنعو الفخار عبارة عن جسم طيني تمت إضافة نسبة صغيرة من ألياف السليلوز المعالجة إليه. عند إطلاق النار في الفرن ، تحترق الورقة ، تاركة جسم الطين. وبالتالي ، يجب أن تكون درجات حرارة إطلاق النار واختيار الزجاج هي نفسها المستخدمة مع جسم الطين.

## الصلصال
الصلصال أو الطين الزيتي يصنع من توليفات مختلفة من الزيوت والشموع والمعادن الطينية.
نظرًا لأن الزيوت لا تتبخر مثل الماء ، فإن الطين المرتكز على الزيت يظل مرنًا حتى عند تركه في بيئات جافة لفترات طويلة. لا يمكن حرق المواد المصنوعة من الطين المرتكز على الزيت ، وبالتالي فهي ليست من السيراميك. نظرًا لأن ارتفاع درجة الحرارة يقلل من لزوجة الزيت ، لذلك تتأثر قابليته للتطويع بالتسخين أو التبريد. الصلصال غير قابل للذوبان في الماء. الصلصال مادة شائعة الاستخدام لدى فناني الرسوم المتحركة نظرًا لأنه يمكن إعادة استخدامه عددة خصوصا أن النماذج تحتاج إلى الثني و الحركة. هو متوفر في العديد من الألوان وهي غير سامة. تعمل الطين الزيتي ، سهل التشكيل و بتفاصيل دقيقة ، وهي مناسبة أيضًا لإنشاء منحوتات مفصلة يمكن من خلالها صنع القوالب. يمكن بعد ذلك إنتاج المصبوبات والنسخ من مواد أكثر متانة. يمكن إنشاء السيارات والطائرات بطين نمذجة بدرجة التصميم الصناعي.
الطين الذي أساسه الزيت يشار إليه بعدد من العلامات التجارية العامة .
- طور البلاستيسين ، الذي حصل فرانز كولب على براءة اختراع في ألمانيا عام 1880، كلود شافانت في عام 1892 وعلامة تجارية في عام 1927. [3]
- اخترع البلاستيسين في عام 1897 ويليام هاربوت من باتهامبتون بإنجلترا.
- Plastilina هي علامة تجارية مسجلة باسم Roma Plastilina سجلتها Sculpture House، Inc. وفقًا لموقعهم على الويب ، فإن صيغتهم عمرها 100 عام. يحتوي Roma Plastilina على الكبريت ، وبما أن بعض مركبات صناعة القوالب لا توجد في وجود الكبريت ، حيث أن صنع قوالب من البلاستيسين الصناعي أمر صعب.

## البوليمر الطيني
طين البوليمر مادة نمذجة تُعالج بالحرارة من 265 إلى 275 °ف (129 إلى 135 °م) لمدة 15 دقيقة لكل منهما1⁄4 بوصة (6 مـم) من السماكة ، ولا يتقلص أو يغير شكله تغييرًا ملحوظًا أثناء عملية المعالجة. على الرغم من تسميته «طين» ، إلا أنه لا يحتوي على معادن طينية عمومًا. يباع عجين البوليمر في متاجر الحرف اليدوية والهوايات والفنون ، ويستخدمه الفنانون والهواة والأطفال. يعتبر عجين البوليمر شائعًا أيضًا في الرسوم المتحركة ، لأنه يسمح بمعالجة الأشكال الثابتة إطارًا تلو الآخر. تشمل العلامات التجارية الرائدة لطين البوليمر فيمو ، كاتو بوليكلاي ، سكالبي ، موديللو وكرافتي أرجنتين.

## الورق الطيني
عجين الورق يصنع يدويًا أو متوفر تجاريًا تضاف إليه نسبة صغيرة من ألياف السليلوز المعالجة. تعمل الألياف على زيادة قوة الشد للطين الجاف وتمكين الوصلات الجافة إلى الجافة ومن الرطبة إلى الجافة. يقوم الورق التجاري بتجفيف الهواء إلى منحوتة صلبة وخفيفة الوزن ، مع الحد الأدنى من الانكماش أثناء عملية التجفيف 
يمكن استخدام عجين الورق كجسم غير مطحون في صناعة الحرف اليدوية وصنع الدمى. يُستخدم في الاستوديوهات الفنية الخزفية لأعراض النحت الوظيفي مثل فخار الاستوديو.